# Pohoarna, Șoldănești
Pohoarna este un sat din raionul Șoldănești, Republica Moldova. Are o suprafață de circa 2.77 kilometri pătrați, cu un perimetru de 8.56 km. Este unicul sat din comuna cu același nume, situat la o distanță de 29 km de raionul Șoldănești și la 95 km de Chișinău.
Satul are o așezare pitorească pe pantele mai multor dealuri. În partea de est este străjuit de dealul „Ciocîrlan” și „Holm”, în partea de nord - de dealul „Cloștei” și „Lihaci”, în partea de sud de dealul „Delnița” și a „Crucii”, iar la sud - est - de dealul „Scroafei”. În partea de vest se întinde un șes cu denumirea de „Seliște” pe unde se scurge pârăul principal numit „Râpa Satului”, care este alimentat de un număr de 3 râulețe mai mici. Pe acest șes în vechime creștea stuf și sălcii, datorită cărui fapt în timpul revărsărilor mari de apă s-au format straturi groase de aluviuni nămolind astfel o mare parte din casele așezate mai aproape de pârău, ceea ce i-a determinat pe locuitorii satului să-și mute gospodăriile pe pantele dealurilor ce înconjoară satul.
Actualmente satul este înconjurat din trei părți de șoseaua de însemnătate republicană pe o distanță de 8 km, construită în anul 1942-1943. În vecinătatea satului Pohoarna în partea de est numai la o distanță de 3 km se află satul Cotiujenii Mari; în partea de nord se învecinează cu satul Hârtop la o distanță de 7 km; în partea de vest - satele Rogojeni și Domulgeni și în partea de sud se învecinează cu satul Zahorna. 
Locuitorii satului din cele mai vechi timpuri aveau legături cu piața de desfacerea produselor agricole, materialelor dc construcție și a mărfurilor industriale, care se afla în colonia evreiască Căprești. La o distanță de 1,5 km de sat trece calea ferată construită în anii 1887 - 1895 de către ingineri francezi. 
În trecutul îndepărtat pe meleagurile unde acum se află satul Pohoarna se afla un mic cătun pe nume Bodești. În cătun a fost construită o biserică. Data despre apariția acestei localități datează din anul 1588. În timpul războiului al II - lea mondial pe hartă era însemnat satul Bodești. În prezent, Bodeștiul este o mahala a satului Pohoarna.

## Etimologie
Conform legendelor numele satului provine de la cuvântul pohoarne/ponoare, adică râpi, formate atât prin alunecările de teren cât și provocate de scurgerea apelor rezultate din topirea zăpezilor și a ploilor torențiale din timpul verii și toamnei. Totuși, reieșind din documentul primei atestării scrise, denumirea localității își are originea de la numele stăpânitorul moșiei Pogor.

## Istorie

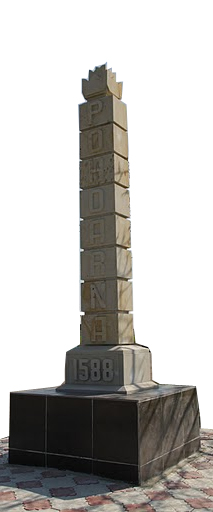

Localitatea este atestată într-un act de daniei mănăstirii ieșene Probota satul Dobrușa și la Pogor din ținutul Sorocii:
„În numele Tatălui și al Fiului și al Sfântului Duh. Iată eu, robul stăpânului meu, Domnul Dumnezeu și mântuitorul nostru Isus Cristos, Io Petru voievod, din mila lui Dumnezeu domn al Țării Moldovei. Facem cunoscut cu această carte a noastră tuturor celor ce o vor vedea sau o vor auzi citindu-se, că am binevoit domnia mea, cu bunăvoie, cu ajutorul lui Dumnezeu și al sfântului arhierarh și făcător de minuni Nicolaie, din puterea dată mie de Dumnezeu și domnia Țării Moldovei, i-am zidit lui mănăstirea Pobrata și am înfrumusețat-o și am isprăvit-o și am miluit-o cu sate și cu metoace și chiar din ziua sfințirii bisericii, am dat dar sfântului jertvenic satul anume Dobrușa, în ținutul Soroca și cu mori pe Răut, la Pogor și cu tot venitul, ca să fie sfintei noastre rugi, mănăstirii dela Pobrata, pentru pomenire veșnică și pentru iertarea păcatelor noastre și ale părinților noștri și ale copiilor domniei mele, neclintit niciodată, în veci.

...

A scris Petru Carcovici la Huși, în anul 7035 <1527> luna Aprilie 16.”
În anul 1735 s-a organizat o nouă așezare moldovenească tot cu vechea denumire, care constituia 27 gospodării, cu un număr de 197 persoane. În același timp moșia satului Bodești a intrat în posesia moșierului Ion Vartic. Acest moșier a contribuit mult la creșterea populației satului Bodești. Și-a completat moșia prin cumpărarea țăranilor șerbi pentru care a construit case de locuit din bugetul propriu. Moșierul Vartic fiind celibatar a hotărât să vândă moșia, fiind cumpărată de o nouă stăpână - Balașa Serghev. Fiind văduvă avea o singură fiică Elena care s-a căsătorit cu dvornicul Manolache Calmațchi. În anul 1826 au hotărât să construiască o nouă biserică din piatră care în anul 1828 a fost sfințită sub denumirea de „Adormirea Maicii Domnului” în prezent ea poartă denumirea de „Sfântă Treime”.
În partea de nord a satului Bodești au apărut două cătune prin anul 1748, cătunul Harbuțcani și o așezare de oameni liberi Răzeși, care făceau parte din oastea domnitorului Moldovei - Nicolae Mavrocordat. Răzeșii fiind oameni liberi arendau pământ de la boieri și dezvoltau gospodăriile particulare. Ei primeau la muncă țărani fugiți din alte sate dându-le pământ. În decursul anilor numărul gospodăriilor din Răzeși a crescut la 48 până la 1750, la 107- în anul 1870. Satul a avut de suferit de pe urma ocupanților turci și cel mai mult au suferit pohărnenii din partea tătarilor. Odată cu anexarea Basarabiei la Imperiul Rus au încetat năvălirea tătarilor și plătirea tributului de sânge pentru armata turcească. Țăranii au început să lucreze pământul numai că roadă trebuia adunată la aria boierului și apoi trebuia să primească după mila boierului.
După moartea boierului Manolache Calmațui, care a dăruit moșia prin testament nepotului său Nicolaie Artimovschi, situația s-a schimbat. Nepotul care locuia la Chișinău a vândut moșia altor boieri. Astfel pe teritoriul satului Harbuțcani s-a instalat arendatorul de origine poloneză Marceliu Martinovici Malișevschi. În Bodești - arendatorul rus Paida Leonid Ivanovici, iar în Răzeși - arendatorul Boteanu Aristea Alexandru, de origine greacă. Boteanu a locuit pe teritoriul satului Răzeși cu aprobarea locuitorilor, care i-au vândut o suprafață de 3 ha de pământ unde și a construit conacul. Pământurile arabile a lui Boteanu se aflau pe moșia Bodeștiului. Drept răsplată pentru terenul acordat de săteni pentru construcția conacului, boierul Boteanu a construit o moară pentru sat în anul 1897 pusă în funcție de o locomotivă de vapori.
Despre Malișevschi facem următoarea remarcă. Fiica sa Elena prin dotația sa a luat parte activă la organizarea a 9 expoziții de artă plastică în orașul Chișinău.
Și activitatea boierului Paida poate fi remarcată prin faptul că în urma intervenției sale la Zemstva din orașul Soroca, pe teritoriul satului a fost construită școala primară de 4 clase cu limba de predare rusă, intrînd în funcție la 01.10.1901. Reforma țărănească din anul 1861 a fost înfăptuită abia în 1908, când țăranii dependenți au primit câte 12,8 ha de pământ, iar restul de țărani neprimind nimic au fost nevoiți să arendeze pământ de la boieri ori să lucreze în parte.
După Revoluția din 1917 din Rusia - Basarabia s-a alipit la România. Țăranilor li s-au dat câte 6 ha de pământ la cap de familie cu dreptul de a-l vinde. Astfel țăranii care aveau posibilitate să cumpere suprafețe mari de pământ erau înstăriți iar cei care îl vindeau rămâneau să-l lucreze la proprietari.

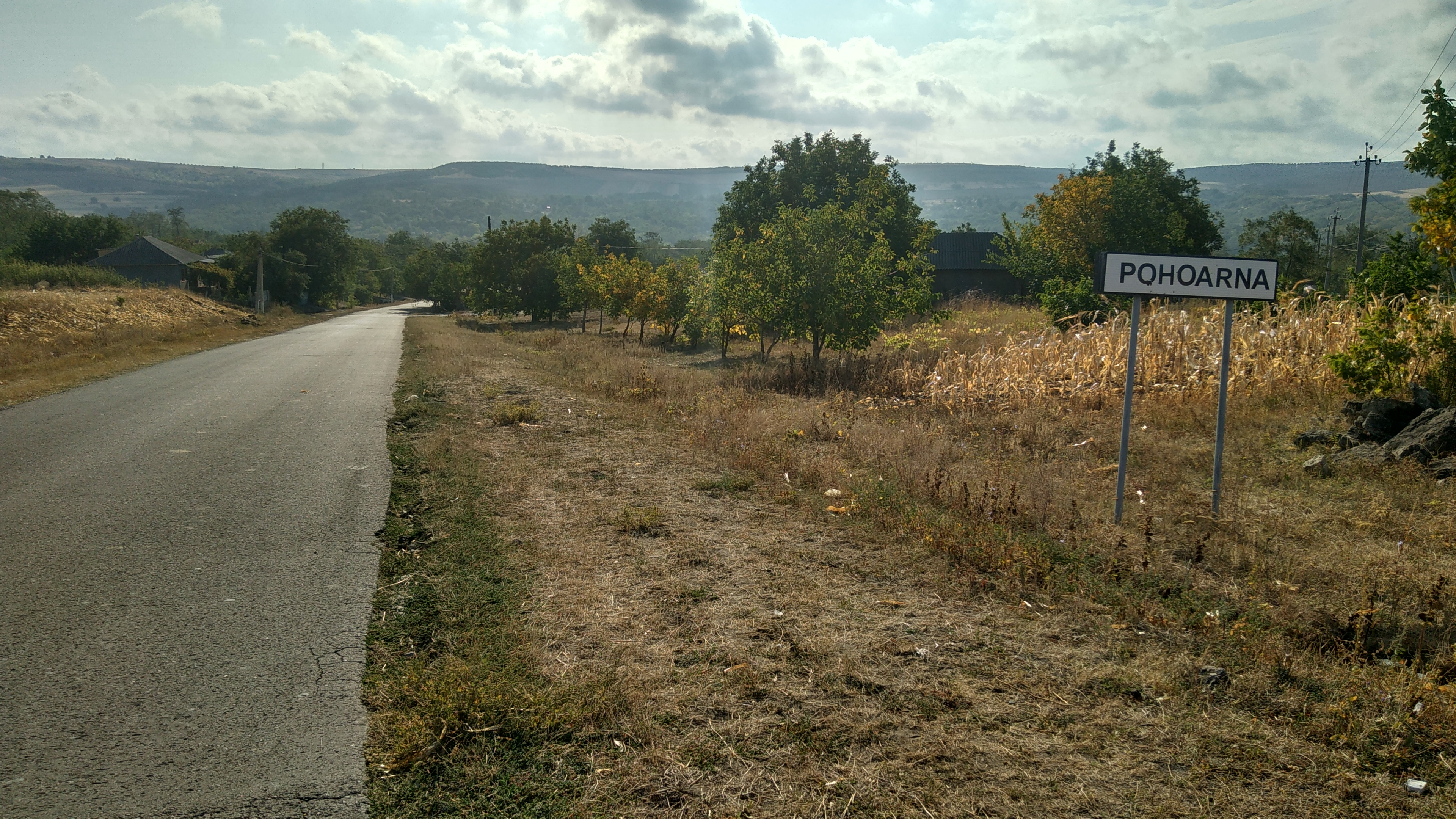
Intrarea în localitate

În 1940 pe data de 28 iunie situația s-a schimbat dupa ocuparea sovietica a Basarabiei și a Bucovinei de Nord. Pe 28 iunie 1944, satul a fost eliberat și în același timp ocupat de către Armata Roșie, în timp ce sătenii au dus-o greu. După război în sat s-au întors 43 de bărbați dintre care 13 invalizi. În anii 1946-1947 a fost seceta mare urmata de foametea organizata de către autoritățile sovietice, care a secerat mii de veți omenești. În toamna anului 1947 a fost înființată prima gospodărie colectivă în mahalaua Răzeși. Avându-l ca prim-președinte pe Livițchi Panteleimon Gavril. În același an au mai fost înființate ulterior încă două colhozuri în mahalaua Pohoarna, avându-l ca președinte pe Avram Roizman, iar în mahalaua Harbuțcani a fost numit președinte Raileanu Ion. In 1948 aceste trei colhozuri s-au unit în unul singur avându-l ca președinte pe A.Samanati.

### Biserica „Sfânta Treime”
Atestarea documentară a acestui sfânt locaș datează din luna noiembrie 1828. Pe o placă din metal care s-a păstrat în Sfânta Biserică putem citi în limba română cu grafie slavonă următoarele cuvinte: „Acest sfânt locaș în care se prăznuiește hramul Adormirea Preasfintei Născătoarei de Dumnezeu s-au făcut din nou cu toată cheltuiala și osteneala robilor lui Dumnezeu, Balașa Serghev și fiica sa Elena soție pomeșcicului și dvoreanin Manolachi Calmuțchi și s-au sfințit în zilele împrăteștii sale măriri Nicolai Pavlovici Domn și împărat a toată Roșie și a înaltpreosfinției sale arhiepiscopul Chișinăului și Hotinului Dimitrie în satul Bodești: anul: 1828: luna noiembrie”.
Din cele relatate putem deduce că ctitorii bisericii sunt Balașa Serghev, fiica sa Elena și Manolachi Calmuțchi. Ulterior nu se știe de ce hramul bisericii a fost schimbat cu hramul „Sfânta Treime”. Biserica a fost construită din piatră și are forma de corabie.
Prin anii 1936-1937 în sat a slujit preotul Grigorie Colociovschi, preot cu o pregătire teologică de nivel înalt și un orator bun. Înainte de a fi închisă biserica, în ea a slujit preotul Ion Popovici.
Biserica a activat până în anul 1960, când a fost închisă și transformată în depozit. La început, aproximativ 7 ani în biserică s-a păstrat grâu. Ulterior a fost transformată în depozit de tutun.
În anul 1990 Biserica „Sfânta Treime” a fost redeschisă la insistența creștinilor din satul Pohoarna. Primul preot care a slujit la Sfântul Prestol a fost Dumitru Potoroacă. După ce a fost reparată, biserica a fost sfințită la data de 24 septembrie 1992. În prezent Sfânta Biserică este locul de rugăciune al creștinilor din satul Pohoarna, însă, ea necesită reparație capitală urgentă.

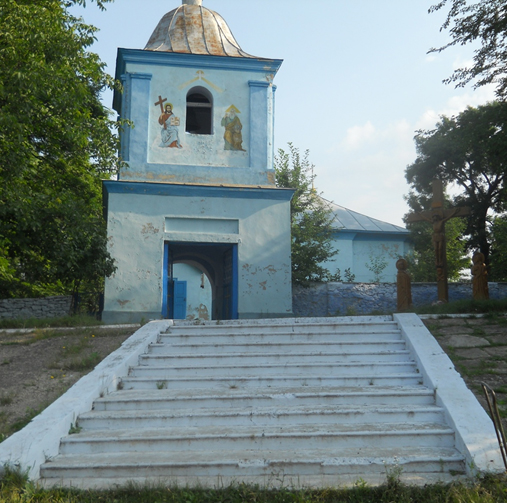
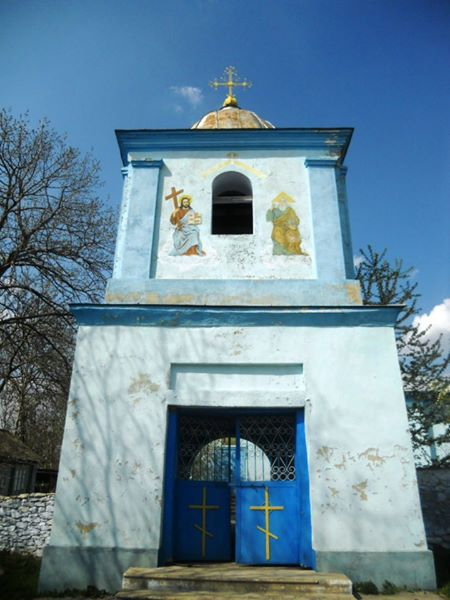
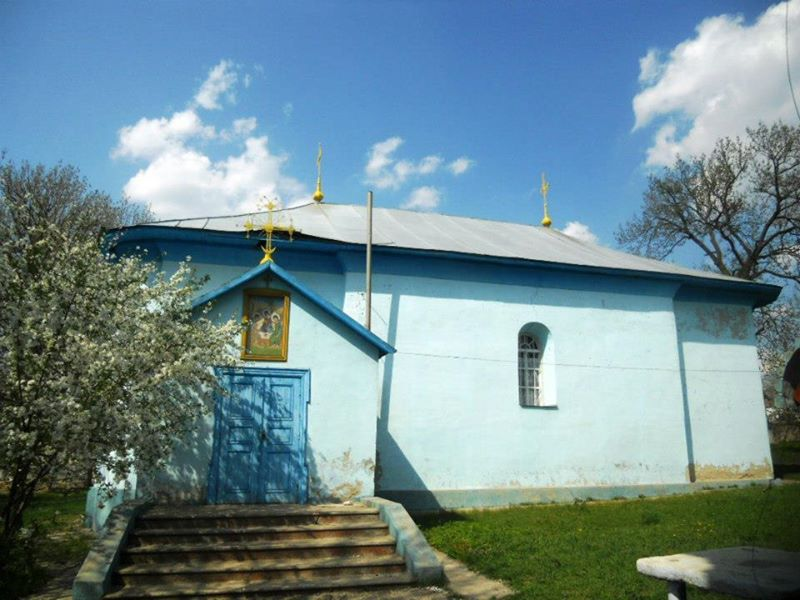
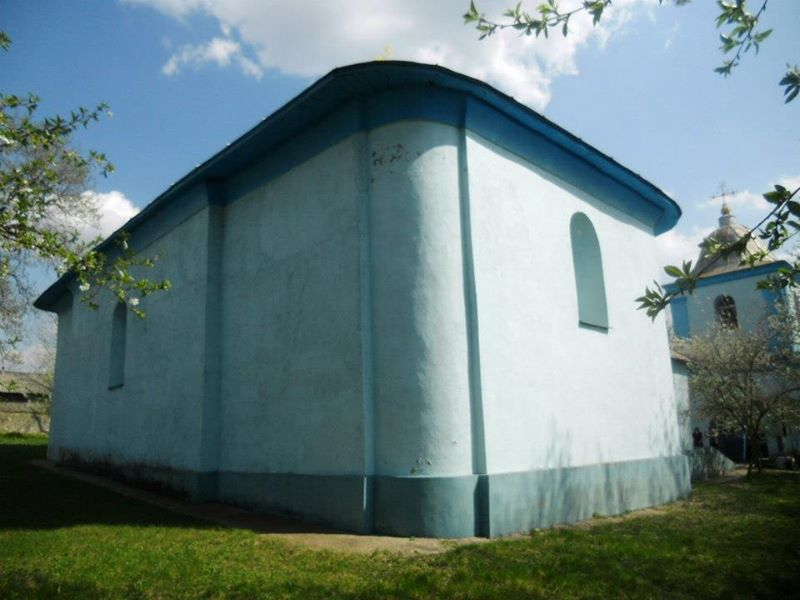
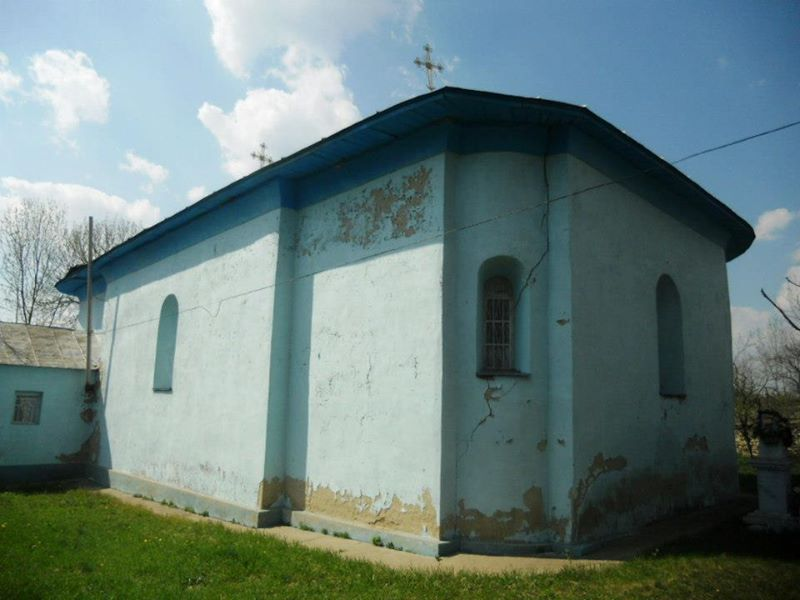
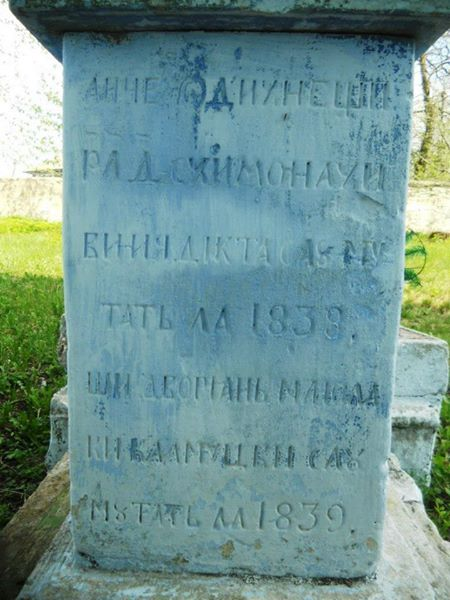
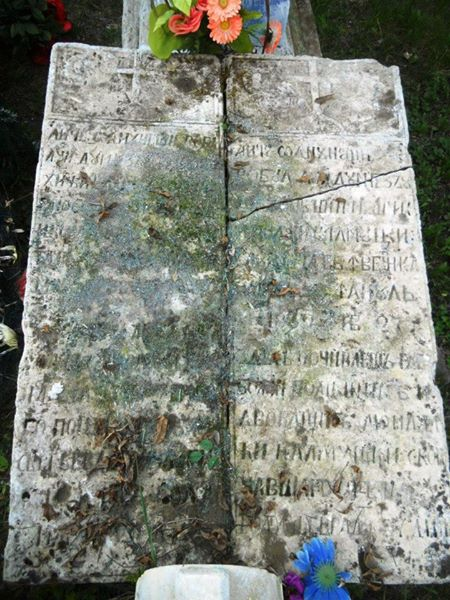

După preotul Dumitru Potoroaсă în această biseriсă au slujit mai mulți preoți. Timp de 15 ani a slujit preotul Pavel Pangalos. În anul 2006 la 11 octombrie, prin decretul Înalt Prea Sfințitului Mitropolit al Moldovei Vladimir, la biserica „Sfânta Treime” a fost numit preotul Vitalie Tomacinschi. Cu ajutorul bunului Dumnezeu, și cu aportul creștinilor din sat s-au procurat mai multe obiecte bisericești de care avea nevoie Sfântul Lăcaș: Sfintele Vase, policandru, cristelniță, sfeșnice, cădelnițe, aghiasmatar, semisfeșnic, veșminte preoțești, cărți de slujbă și alte obiecte necesare pentru slujbele bisericești. La aceste acte de binefacere au contribuit foarte mult băștinașii satului Pohoarna care se află la muncă peste hotare. Toți creștinii care contribuie la amenajarea și înfrumusețarea Sfintei Biserici sunt trecuți în jurnalul bisericii care a fost început din anul 2006 pentru a păstra amintirea evenimentelor și a persoanelor de bună credință pentru generațiile viitoare. În anul 2009, la adunarea sătenilor, organizată de preotul paroh, s-a decis că Sfânta Biserică ar necesita reparație capitală. Pentru aceasta este nevoie de a face un proiect însoțit de expertiza tehnică a bisericii. La moment proiectul este finisat și este necesar aportul tuturor creștinilor pentru a realiza această reparație a bisericii de 200 de ani cu nume de „Sfânta Treime”.

## Populație

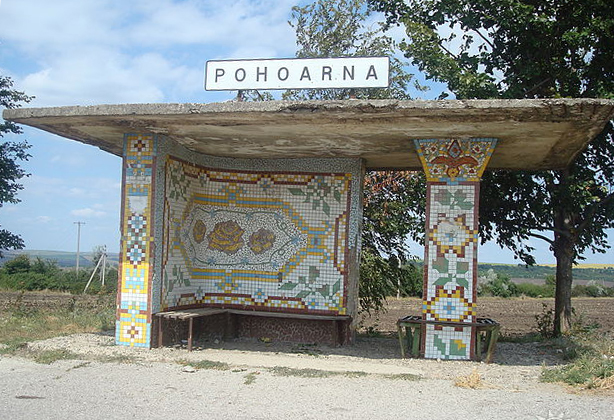
Stația auto

Conform datelor recensământului din anul 2004, populația satului constituie 2002 oameni, dintre care 48.10% - bărbați și 51.90% - femei. Structura etnică a populației în cadrul satului este următoarea: 99.20% - români, 0.45% - ucraineni, 0.20% - ruși, 0.05% - găgăuzi, 0.10% - alte etnii.
În satul Pohoarna au fost înregistrate 731 de gospodării casnice la recensământul din anul 2004, iar mărimea medie a unei gospodării era de 2.7 persoane.

## Administrație și politică
Componența Consiliului local Pohoarna (9 consilieri), ales la 5 noiembrie 2023, este următoarea:
|  | Partid                                       | Consilieri | Componență | Componență | Componență | Componență | Componență | Componență |
|  | -------------------------------------------- | ---------- | ---------- | ---------- | ---------- | ---------- | ---------- | ---------- |
|  | Partidul Social Democrat European            | 6          |            |            |            |            |            |            |
|  | Partidul Acțiune și Solidaritate             | 2          |            |            |            |            |            |            |
|  | Partidul Socialiștilor din Republica Moldova | 1          |            |            |            |            |            |            |

## Galerie de imagini

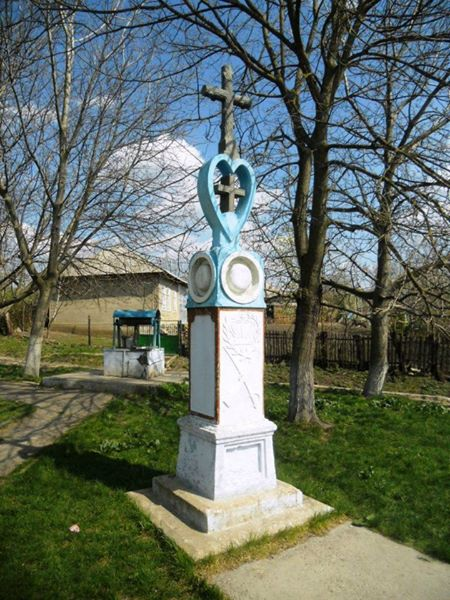
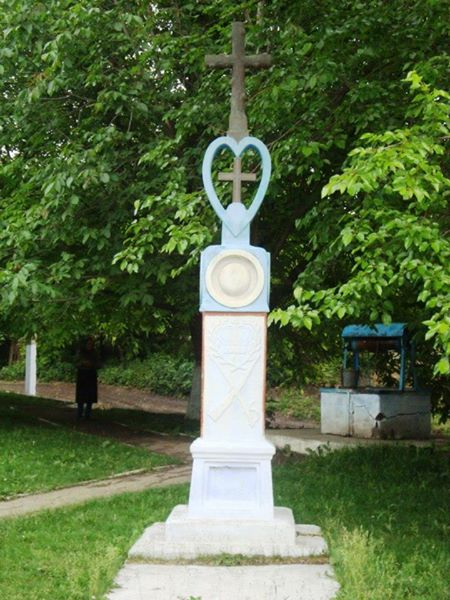
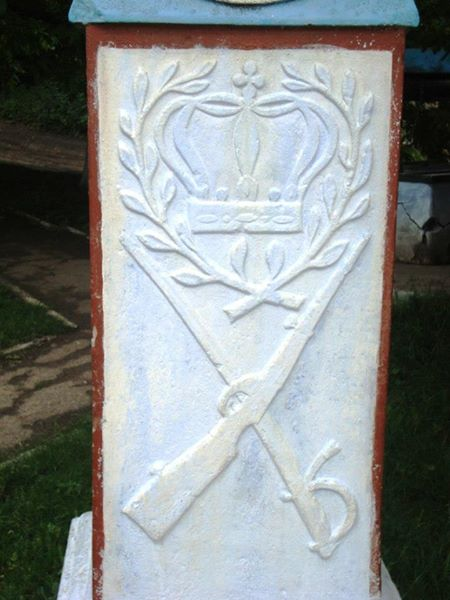
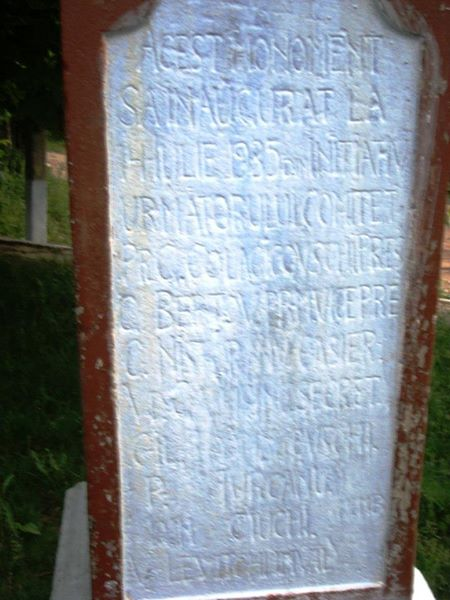
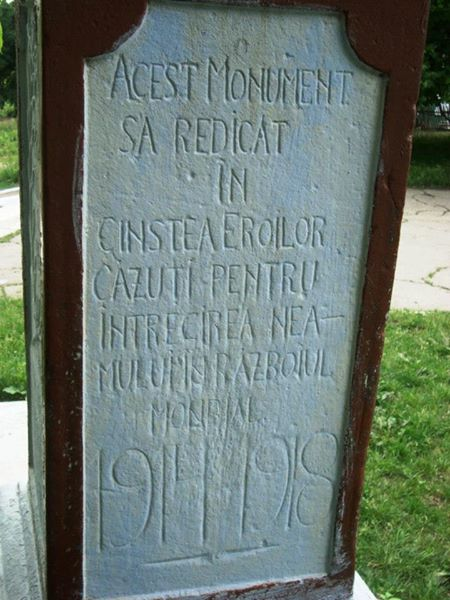
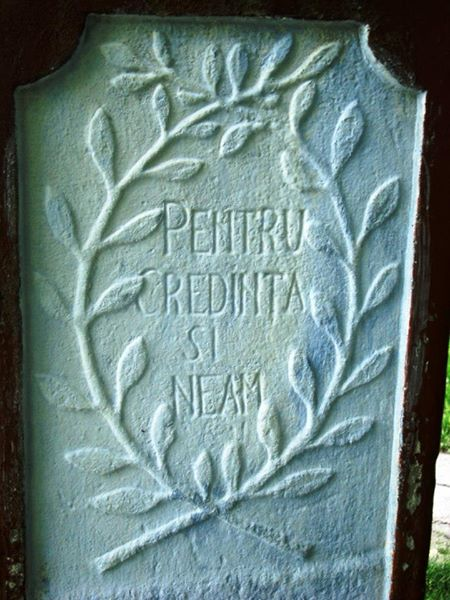

Monument în memoria consătenilor căzuți în Primul Război Mondial

## Personalități

### Născuți în Pohoarna
- Eugenia Maleșevschi (1868–1958), pictoriță și graficiană rusă, ulterior română